# Награда „Васко Попа”
Награда „Васко Попа” додељује се за најбољу књигу песама на српском језику установљена је 1995. године у Вршцу, и додељује се сваке године на дан песниковог рођења, 29. јуна.
Награду додељују Друштво пријатеља Вршца „Вршац лепа варош”, Хемофарм концерн и Агенција „Ђорђевић”. Састоји се од повеље с Васковим ликом и новчаног износа који је 2016. године био 5000 евра у динарској противвредности.

## Добитници

### Од 1995. до 2000.[2]
- 1995 — Борислав Радовић, за књигу Песме, СКЗ, Београд 1994.
- 1996 — Иван В. Лалић, за књигу Песме, Просвета, Београд 1995.
- 1997 — Стеван Раичковић, за књигу Ране и касне песме, СКЗ, Београд 1996.
- 1998 — Милутин Петровић, за књигу Наопако, Уметничко друштво „Градац”, Чачак 1997.
- 1999 — Слободан Зубановић, за књигу Саркофаг, Народна књига – Алфа, Београд 1998.
- 2000 — Љубомир Симовић, за књигу Сабране песме, Стубови културе, Београд 1999.

### Од 2001. до 2010.
- 2001 — Новица Тадић, за књигу Ноћна свита, Глас српски, Бања Лука 2000.[3]
- 2002 — Милош Комадина, за књигу Свеједно, Рад, Београд 2001.
- 2003 — Саша Јеленковић, за књигу Књига о срцу, Народна библиотека „Стефан Првовенчани”, Краљево 2002.
- 2004 — Душко Новаковић, за књигу Изабрао сам месец, Градска библиотека „Владислав Петковић Дис”, Чачак 2003.
- 2005 — Милан Ђорђевић, за књигу Црна поморанџа, Рад, Београд 2004.
- 2006 — Радмила Лазић, за књигу Зимогрозица, Народна књига – Алфа, Београд 2005.
- 2007 — Вујица Решин Туцић, за књигу Гнездо параноје, Каирос, Сремски Карловци 2006.
- 2008 — Војислав Карановић, за књигу песама Наше небо, Завод за уџбенике, Београд 2007.
- 2009 — Мирослав Максимовић, за књигу 77 сонета о животним радостима и тешкоћама, Просвета, Београд 2008.[4]
- 2010 — Иван Растегорац, за књигу Глава, Друштво „Источник”, Београд 2009.

### Од 2011. до 2020.
- 2011 — Драган Јовановић Данилов, за књигу Моја тачна привиђења, Архипелаг, Београд 2010.
- 2012 — Томислав Маринковић, за књигу Обичан живот, Културни центар Новог Сада, Нови Сад 2011.
- 2013 — Живорад Недељковић, за књигу Талас, Архипелаг, Београд 2012.[5]
- 2014 — Зоран Богнар, за књигу Инсомнија, беле ноћи, ИК „Драганић”, Београд 2013.[6]
- 2015 — Јован Зивлак, за књигу Под облацима, ИК „Адреса”, Нови Сад 2014.[7]
- 2016 — Радомир Андрић, за књигу Осим једне ствари, ИП „Филип Вишњић”, Београд 2015.[8]
- 2017 — Адам Пуслојић, за књигу Somnabulia Balcanica, Књижевно-издавачко друштво „Лексика”, Неготин 2016.[9]
- 2018 — Бојана Стојановић Пантовић, за књигу У обручу, Народна библиотека „Стефан Првовенчани”, Краљево 2017.[10]
- 2019 — Дејан Алексић, за књигу Радно време раја, Културни центар Новог Сада, Нови Сад 2018.[11]
- 2020 — Бојан Васић, за књигу Топло биље, Културни центар Новог Сада, Нови Сад 2019.[12]

### Од 2021. до 2030.
- 2021 — Радивој Шајтинац, за књигу Авети атара, Градска народна библиотека „Жарко Зрењанин”, Зрењанин 2020.[13]
- 2022 — Стеван Брадић, за књигу Јастог, Прелом издаваштво, Нови Сад, 2021.[14]
- 2023 — Тања Ступар Трифуновић, за збирку песама Змијштак, у издању „Архипелага“[15]
- 2024 — Ана Ристовић, за збирку песама Ту, у издању „Архипелага“[16]